# Myosotis arvensis subsp. arvensis
Myosotis arvensis subsp. arvensis é uma subespécie de planta com flor pertencente à família Boraginaceae. 
A autoridade científica da subespécie é (L.) Hill.
Os seus nomes comuns são miosótis-dos-campos, não-me-esqueças ou orelha-de-rato.

## Portugal
Trata-se de uma subespécie presente no território português, nomeadamente em Portugal Continental, no Arquipélago dos Açores e no Arquipélago da Madeira.
Em termos de naturalidade é nativa de Portugal Continental e do Arquipélago dos Madeira e introduzida no Arquipélago dos Açores.

## Protecção
Não se encontra protegida por legislação portuguesa ou da Comunidade Europeia.